# EF Education-EasyPost/2022
Deze pagina geeft een overzicht van de UCI World Tour wielerploeg EF Education-EasyPost in 2022.

## Algemeen
Algemeen manager: Jonathan Vaughters
Teammanager: Charles Wegelius
Ploegleiders: Jonathan Frank Breekveldt, Matti Breschel, Juan Manuel Gárate, Tejay van Garderen, Andreas Klier, Tom Southam, Ken Vanmarcke
Fietsen: Cannondale

## Renners
| Naam                        | Geboortedatum | Nationaliteit       | Ploeg 2021                         |
| --------------------------- | ------------- | ------------------- | ---------------------------------- |
| Daniel Arroyave Cañas       | 19-06-2000    | Colombia            |                                    |
| Alberto Bettiol             | 29-10-1993    | Italië              |                                    |
| Stefan Bissegger            | 13-09-1998    | Zwitserland         |                                    |
| Jonathan Caicedo            | 28-04-1993    | Ecuador             |                                    |
| Diego Andres Camargo        | 03-05-1998    | Colombia            |                                    |
| Simon Carr                  | 29-08-1998    | Verenigd Koninkrijk |                                    |
| Hugh Carthy                 | 09-07-1994    | Verenigd Koninkrijk |                                    |
| Jefferson Alexander Cepeda* | 16-06-1998    | Ecuador             | Drone Hopper-Androni Giocattoli    |
| Esteban Chaves              | 17-01-1990    | Colombia            | Team BikeExchange                  |
| Magnus Cort                 | 16-01-1993    | Denemarken          |                                    |
| Owain Doull                 | 02-05-1993    | Verenigd Koninkrijk | INEOS Grenadiers                   |
| Odd Christian Eiking        | 28-12-1994    | Noorwegen           | Intermarché-Wanty-Gobert Matériaux |
| Ruben Guerreiro             | 06-07-1994    | Portugal            |                                    |
| Ben Healy                   | 11-09-2000    | Ierland             | Trinity Racing                     |
| Alex Howes**                | 01-01-1988    | Verenigde Staten    |                                    |
| Jens Keukeleire             | 23-11-1988    | België              |                                    |
| Merhawi Kudus               | 23-01-1994    | Eritrea             | Astana-Premier Tech                |
| Sebastian Langeveld         | 17-01-1985    | Nederland           |                                    |
| Lachlan Morton**            | 02-01-1992    | Australië           |                                    |
| Hideto Nakane               | 02-05-1990    | Japan               |                                    |
| Mark Padoen                 | 06-07-1996    | Oekraïne            | Bahrain-Victorious                 |
| Andrea Piccolo*             | 23-03-2001    | Italië              | Drone Hopper-Androni Giocattoli    |
| Neilson Powless             | 03-09-1996    | Verenigde Staten    |                                    |
| Sean Quinn                  | 10-05-2000    | Verenigde Staten    | Axeon Hagens Berman                |
| Jonas Rutsch                | 24-01-1998    | Duitsland           |                                    |
| Tom Scully                  | 14-01-1990    | Nieuw-Zeeland       |                                    |
| James Shaw                  | 13-05-1996    | Verenigd Koninkrijk | Ribble Weldtite Pro Cycling        |
| Georg Steinhauser           | 21-10-2001    | Duitsland           | Tirol KTM Cycling Team             |
| Rigoberto Urán              | 26-01-1987    | Colombia            |                                    |
| Michael Valgren             | 07-02-1992    | Denemarken          |                                    |
| Julius van den Berg         | 23-10-1996    | Nederland           |                                    |
| Marijn van den Berg         | 19-07-1999    | Nederland           | Equipe continentale Groupama-FDJ   |
| Łukasz Wiśniowski           | 07-12-1991    | Polen               | Team Qhubeka NextHash              |

* Vanaf 1/8
**Tot en met 31/07

### Vertrokken
| Naam               | Geboortedatum | Nationaliteit    | Ploeg 2022              |
| ------------------ | ------------- | ---------------- | ----------------------- |
| William Barta      | 04-01-1996    | Verenigde Staten | Movistar Team           |
| Fumiyuki Beppu     | 10-04-1983    | Japan            | Gestopt                 |
| Lawson Craddock    | 20-02-1992    | Verenigde Staten | Team BikeExchange Jayco |
| Mitchell Docker    | 02-10-1986    | Australië        | Gestopt                 |
| Julien El Fares    | 01-06-1985    | Frankrijk        | Gestopt                 |
| Tejay van Garderen | 12-08-1988    | Verenigde Staten | Gestopt                 |
| Sergio Higuita     | 01-08-1997    | Colombia         | BORA-hansgrohe          |
| Moreno Hofland     | 31-08-1991    | Nederland        | Gestopt                 |
| Logan Owen         | 25-03-1995    | Verenigde Staten | ?                       |
| James Whelan       | 11-07-1996    | Australië        | Team BridgeLane         |

## Overwinningen
| Nationale kampioenschappen wielrennen Eritrea - wegrit: Merhawi Kudus Ierland - tijdrit: Ben Healy Europees kampioen tijdrijden: Stefan Bissegger Ronde van de Verenigde Arabische Emiraten 3e etappe (ITT): Stefan Bissegger Gran Camiño 1e etappe: Magnus Cort 4e etappe (ITT): Mark Padoen Mont Ventoux Dénivelé Challenge Ruben Guerreiro Ronde van Frankrijk 10e etappe: Magnus Cort Ronde van Burgos Puntenklassement: Ruben Guerreiro | Japan Cup Neilson Powless |  |

Mannen: 2005 · 2006 · 2007 · 2008 · 2009 · 2010 · 2011 · 2012 · 2013 · 2014 · 2015 · 2016 · 2017 · 2018 · 2019 · 2020 · 2021 · 2022 · 2023 · 2024 · 2025
Vrouwen: 2024 · 2025
AG2R-Citroën · Astana Qazaqstan · Bahrain Victorious · BORA-hansgrohe · Cofidis · EF Education-EasyPost · Groupama-FDJ · INEOS Grenadiers · Intermarché-Wanty-Gobert Matériaux · Israel-Premier Tech · Lotto Soudal · Movistar Team · Quick Step-Alpha Vinyl · Team BikeExchange Jayco · Team DSM · Team Jumbo-Visma · Trek-Segafredo · UAE Team Emirates